# Blacus alternipes
Blacus alternipes är en stekelart som beskrevs av Van Achterberg 1988. Blacus alternipes ingår i släktet Blacus och familjen bracksteklar. Inga underarter finns listade.